# Опава (район)
Райо́н О́пава (чеш. Okres Opava) — один из 6 районов Моравскосилезского края Чехии. 
Административным центром района является город Опава. Площадь района составляет 1113,11 км², население — 179 152 человек (плотность населения — 160,95 человек на 1 км²). Район состоит из 77 общин (муниципалитетов), в том числе из 7 городов.

## Метеорит Опава
Метеоритные камни были обнаружены археологами в 1925 году во время раскопок в карьере в Опаве-Кылешовицах. Судя по частичному изменению внутренней структуры, древние охотники эпиграветтской культуры обложили семью камнями железного метеорита очаг 18 тыс. лет назад.  В составе метеорита Опава преобладает железо (94 %), затем идёт никель (5,5 %), а затем небольшое количество кобальта, фосфора и серы. Практически одинаковый состав отдельных фрагментов позволяет предположить, что они являются частями одного тела.